# Sadali
Sadali (en sardo: Sàdili) es un municipio de Italia de 1.054 habitantes en la provincia de Cerdeña del Sur, región de Cerdeña.
El relieve de la región es irregular y variado, con zonas montañosas alternadas con zonas llanas. Los bosques contienen encinas, robles y alcornoques.
Entre los lugares de interés se encuentra la iglesia parroquial de San Valentín.

## Evolución demográfica
| Gráfica de evolución demográfica de Sadali entre 1861 y 2001 |
|                                                              |
| Fuente ISTAT - Elaboración gráfica de Wikipedia              |